# Philipp Roeder von Diersburg
Philipp Wilhelm Friedrich Karl Freiherr Roeder von Diersburg (* 3. Juli 1801 in Lahr; † 27. Juli 1864 in Lichtenthal) war ein großherzoglich-badischer Generalleutnant und Schriftsteller aus dem Geschlecht der Roeder von Diersburg.

## Militärischer Werdegang
Roeder trat 1816 als Junker in die Leibgrenadiergarde ein und kam nach Absolvierung der Allgemeinen Kriegsschule in Berlin in die Generaladjutantur und nach deren Aufhebung in den Generalstab. In diesen Stellen galt sein Interesse vor allem auch dem Militärbildungswesen, er war von 1840 bis 1844 Vorsitzender der Militärstudienkommission.
1844 kehrte er in den aktiven Militärdienst zurück und führte 1848 als Oberst die badische Feldbrigade, die zum Kampf im Deutsch-Dänischen Krieg bestimmt war, nach den Elbherzogtümern. Bevor sie jedoch am Kampf teilnehmen konnte, trat der Friede von Malmö ein.
Von 1852 bis 1856 befehligte Roeder als Generalleutnant die badische Infanteriedivision der Badischen Armee und trat 1859 als Kommandant von Rastatt in den Ruhestand.

## Familie
Roeder war mit Adelheid Friederike Baur von Eysseneck (1806–1886) verheiratet. Aus der Ehe gingen fünf Söhne hervor, die alle eine militärische Laufbahn einschlugen. Drei von ihnen erreichten einen Generalsrang:
- Egenolf Ludwig (1828–1866), gefallen bei Custozza ⚭ Angelika Maria Henrika Edle von Oelsler (1846–1911)
- Philibert Ferdinand Eugen Heinrich August (1845–1870), zuletzt Adjutant der 1. Infanterie-Brigade
- Wilhelm (1832–1909), preußischer General der Infanterie und Präsident des badischen Militärvereinsverbandes ⚭ Auguste Freiin von Lersner (1846–1936)
- Adelheid Philippine Karoline Mathilde (1836–1888), Ehrenfräulein der Großherzogin Luise von Baden
- Bertha Maria Ida Eugenia (1838–1906) ⚭ Ferdinand von Zeuner (1825–1888), preußischer Generalleutnant
- Karl (1840–1916), preußischer Generalleutnant

⚭ 1873 Eugenie Friederike Helene Bernhardine von Werder (1853–1879)
⚭ 1884 Julie Roeder von Diersburg (1857–1893)
- Ernst Emil Joseph (1847–1908), preußischer Hauptmann a. D. ⚭ Friederike Amalie Marie Luise Benckiser (1862–1934)
- Ferdinand (1848–1926), preußischer Generalmajor

## Schriften
Roeder veröffentlichte mehrere Schriften über die militärische Vergangenheit von Fürsten der badischen Herrscherfamilie:
- Des Markgrafen Ludwig von Baden Feldzüge wider die Türken. Karlsruhe 1859, 2 Bände;
  - Band 1 online in der Google-Buchsuche
  - Band 2 online in der Google-Buchsuche
- Kriegs- und Staatsschriften des Markgrafen Ludwig Wilhelm von Baden über den spanischen Erbfolgekrieg. Karlsruhe 1850, 2 Bände.
  - Band 1: 1700–1703. online in der Google-Buchsuche Digitalisat bei: Münchener Digitalisierungszentrum
  - Band 2: 1704–1705. online in der Google-Buchsuche Digitalisat bei: Münchener Digitalisierungszentrum
- Denkwürdigkeiten des Generals der Infanterie, Markgrafen Wilhelm von Baden, aus den Feldzügen 1809 bis 1805. Karlsruhe 1864. (an diesen Feldzügen hatte der Markgraf als „Graf von Hochberg“ seit 1812 teilgenommen) online in der Google-Buchsuche